# Когнитрон
Когнитро́н — искусственная нейронная сеть на основе принципа самоорганизации. Своей архитектурой когнитрон похож на строение зрительной коры, имеет иерархическую многослойную организацию, в которой нейроны между слоями связаны только локально. Обучается конкурентным обучением (без учителя). Каждый слой мозга реализует различные уровни обобщения; входной слой чувствителен к простым образам, таким, как линии, и их ориентации в определенных областях визуальной области, в то время как реакция других слоев является более сложной, абстрактной и независимой от позиции образа. Аналогичные функции реализованы в когнитроне путём моделирования организации зрительной коры.
Неокогнитрон является дальнейшим развитием идеи когнитрона и более точно отражает строение зрительной системы, позволяет распознавать образы независимо от их преобразований, вращений, искажений и изменений масштаба. Неокогнитрон может как самообучаться, так и обучаться с учителем. Неокогнитрон получает на входе двумерные образы, аналогичные изображениям на сетчатке глаза, и обрабатывает их в последующих слоях аналогично тому, как это было обнаружено в зрительной коре человека. Конечно, в неокогнитроне нет ничего, ограничивающего его использование только для обработки визуальных данных, он достаточно универсален и может найти широкое применение как обобщенная система распознавания образов.

## Биологический прототип
В зрительной коре были обнаружены узлы, реагирующие на такие элементы, как линии и углы определенной ориентации. На более высоких уровнях узлы реагируют на более сложные и абстрактные образы такие, как окружности, треугольники и прямоугольники. На ещё более высоких уровнях степень абстракции возрастает до тех пор, пока не определятся узлы, реагирующие на лица и сложные формы. В общем случае узлы на более высоких уровнях получают вход от группы низкоуровневых узлов и, следовательно, реагируют на более широкую область визуального поля. Реакции узлов более высокого уровня менее зависят от позиции и более устойчивы к искажениям.

## Архитектура когнитрона
Когнитрон состоит из иерархически связанных слоев нейронов двух типов — тормозящих и возбуждающих. Состояние возбуждения каждого нейрона определяется соотношением его тормозящих и возбуждающих входов. Синаптические связи идут от нейронов одного слоя (далее слоя 1) к следующему (слою 2). Относительно данной синаптической связи соответствующий нейрон слоя 1 является пресинаптическим, а нейрон второго слоя — постсинаптическим. Постсинаптические нейроны связаны не со всеми нейронами 1-го слоя, а лишь с теми, которые принадлежат их локальной области связей. Области связей близких друг к другу постсинаптических нейронов перекрываются, поэтому активность данного пресинаптического нейрона будет сказываться на все более расширяющейся области постсинаптических нейронов следующих слоев иерархии.
Когнитрон конструируется в виде слоев нейронов, соединенных синапсами. Пресинаптический нейрон в одном слое связан с постсинаптическим нейроном в следующем слое. Имеются два типа нейронов: возбуждающие узлы, которые стремятся вызвать возбуждение постсинаптического узла, и тормозящие узлы, которые тормозят это возбуждение. Возбуждение нейрона определяется взвешенной суммой его возбуждающих и тормозящих входов, однако в действительности механизм является более сложным, чем простое суммирование.
Данная нейронная сеть одновременно является как моделью процессов восприятия на микроуровне, так и вычислительной системой, применяющейся для технических задач распознавания образов.